# Leucothyreus pudicus
Leucothyreus pudicus är en skalbaggsart som beskrevs av Ohaus 1917. Leucothyreus pudicus ingår i släktet Leucothyreus och familjen Rutelidae. Inga underarter finns listade i Catalogue of Life.